# Silver King
César Cuauhtémoc González Barrón (født d. 9. januar 1968, død 11. maj 2019), bedre kendt som Silver King, var en mexicansk wrestler.